# Kraš
Kraš (Краш) — хорватська компанія, що спеціалізується на виробництві кондитерських виробів. Штаб-квартира знаходиться в Загребі. Одна з 25 компаній, що утворюють хорватський фондовий індекс CROBEX.
Компанія веде свою історію від двох фабрик з початку XX століття — «Юніон», заснованої в 1911 році, найстаріший збережений виробник шоколаду в південно-східній Європі, і «Бізьяк», заснованої в 1923 році, яка виробляла тости, печиво та вафлі. Ці дві компанії разом з безліччю дрібних виробників кондитерських виробів із Загреба об'єдналися в 1950 році і взяли ім'я «Краш» на честь Йосипа Краша, Народного героя Югославії.
В Югославії компанія належала державі, а в 1992 році була приватизована і стала закритою акціонерною компанією з початковим капіталом у 135 769 000 німецьких марок. У 1997 році компанія отримала сертифікат ISO 9001.
Найбільш відомими продуктами компанії є молочний шоколад нині носить назву Dorina, десерт з нуги Bajadera, цукерки KiKi, Bronhi, 505 sa crtom, печиво Petit Beurre, Napolitanke і Domačica, швидкорозчинний шоколадний порошок Kras Express і маленькі шоколадки Zivotinjsko Carstvo (Царство тварин).

## Продукція

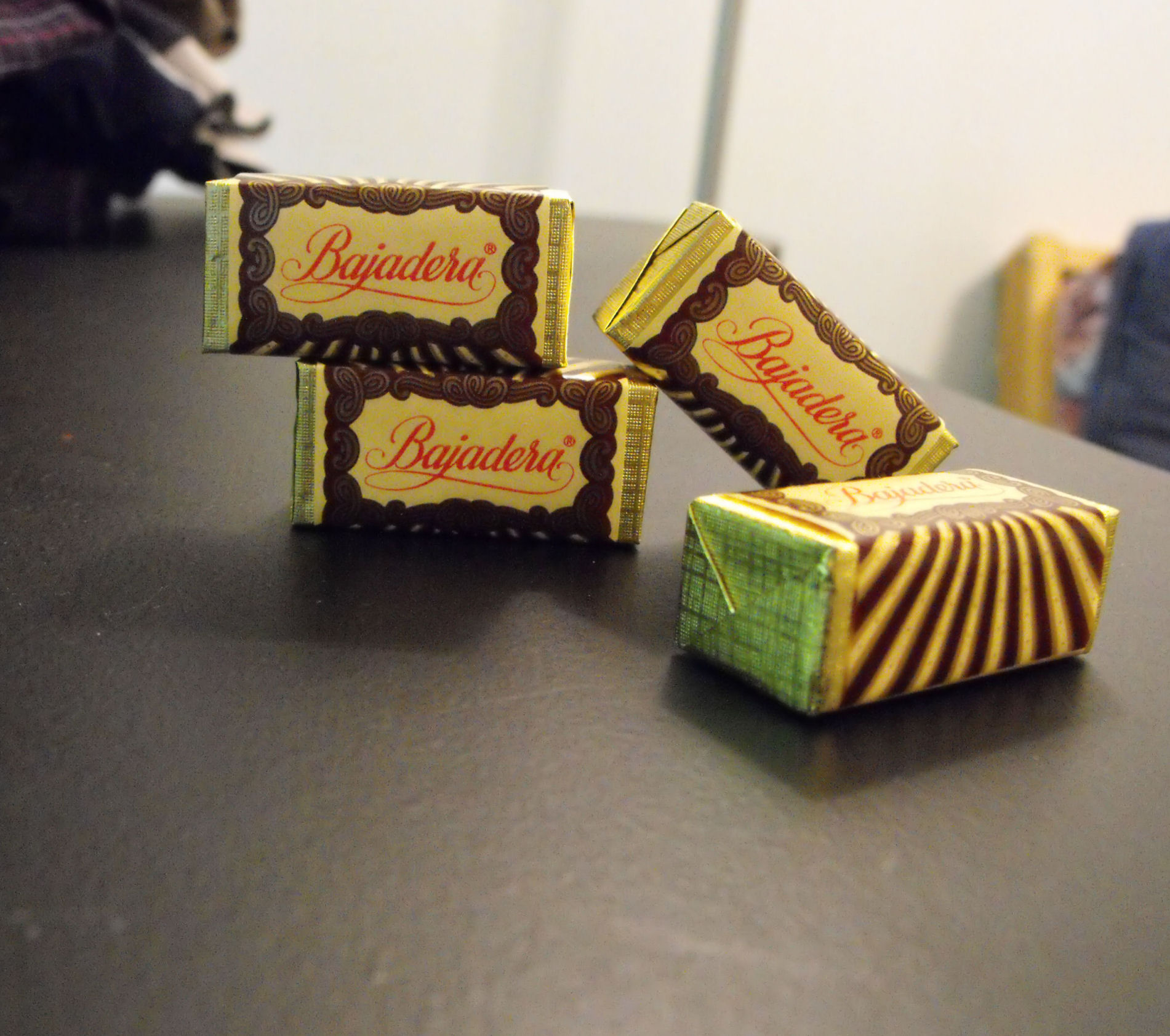
Цукерки «Баядера»

Цукерки, вафлі, печиво та інші кондитерські вироби